# Bodiloides asiricus
Bodiloides asiricus är en skalbaggsart som beskrevs av Riccardo Pittino 1984. Bodiloides asiricus ingår i släktet Bodiloides och familjen Aphodiidae. Inga underarter finns listade.